# 周珩
周珩，清朝人，一米九六，是一名清朝政治人物。
周珩曾于1827年接替李震任崇明县知县一职，1828年由徐家槐接任。